# Deutsches Spielemuseum
Das Deutsche Spielemuseum ist ein Museum in Chemnitz. Träger des Museums ist der eingetragene Verein Deutsches SPIELEmuseum e. V., der seit 1986 besteht.
Die Sammlung des Museums umfasst 35.000 Spiele aus aller Welt der letzten zehn Jahrhunderte, außerdem 1.500 alte und neue Bücher der Spielliteratur sowie Kataloge, Dokumente und andere spielnahe Objekte, Grafiken, Plakate und anderes. Neben den Ausstellungen im Deutschen Spielemuseum selbst veranstaltet das Museum Wanderausstellungen, die in verschiedenen Städten in Europa gezeigt werden.

## Geschichte
Der Verein wurde auf Initiative des Sammlers, ersten Vorsitzenden und Museumsdirektors J. Peter Lemcke 1986 in Hamburg gegründet. Im Jahr 1990 wurde die Ausstellung im Altonaer Museum in Hamburg eröffnet. Durch Unterstützung eines Privatinvestors wurde 1994 in Chemnitz ein Museumsneubau im solaris Technologie- und Gewerbepark eingeweiht. 2011 und 2013 wurden zusätzliche Ausstellungsflächen für Sonderausstellungen eröffnet. Ein behindertengerechter Besuch des Museums ist möglich.

## Ausstellungen und Erlebnisbereiche
Neben der Dauerausstellung und wechselnden Sonderausstellungen besteht ein Spieleraum mit 2.700 Gesellschaftsspielen sowie elektronischen Spielen (Wii, DSi, Xbox 360, PS2, PS3).

## Förderer
Das Deutsche SPIELEmuseum wird durch Vereinsmitglieder (Spieleverlage, Hersteller, Händler, Autoren) und den Freundeskreis Deutsches SPIELEmuseum e. V. unterstützt. Es wird von der Stadt Chemnitz, dem Land Sachsen gefördert und mit Mitteln der Bundesrepublik Deutschland unterstützt.

## Veranstaltungen
- Chemnitz spielt!
- Deutsche Games Schulmeisterschaft
- Europäisches Spielefestival
- Nachts im Spielemuseum
- Stadt, Land, Spielt!